# قلعه قدمگاه
قلعه قدمگاه مربوط به دوره افشار تا دوره قاجار است و در شهرستان نهبندان، بخش مرکزی، روستای قدمگاه واقع شده و این اثر در تاریخ ۷ مرداد ۱۳۸۲ با شمارهٔ ثبت ۹۳۱۵ به‌عنوان یکی از آثار ملی ایران به ثبت رسیده است.